# Toussaint
Toussaint ist eine französische Gemeinde mit 695 Einwohnern (Stand 1. Januar 2022) im Département Seine-Maritime in der Region Normandie. Sie liegt etwa fünf Kilometer südöstlich von Fécamp an der Départementsstraße D926.

## Geschichte
Bis 1790 hieß der Ort Notre-Dame-de-Toussaint. Während der Französischen Revolution hieß der Ort zeitweilig Bruyère-sur-Roche oder Bruyère-sur-le-Roc. 1796 benannte man den Ort wieder in Toussaint um. 

## Sehenswürdigkeiten
- Kirche Notre-Dame-de-Tous-les-Saints
- Bemalter Wasserturm am östlichen Ortsrand

## Weblinks

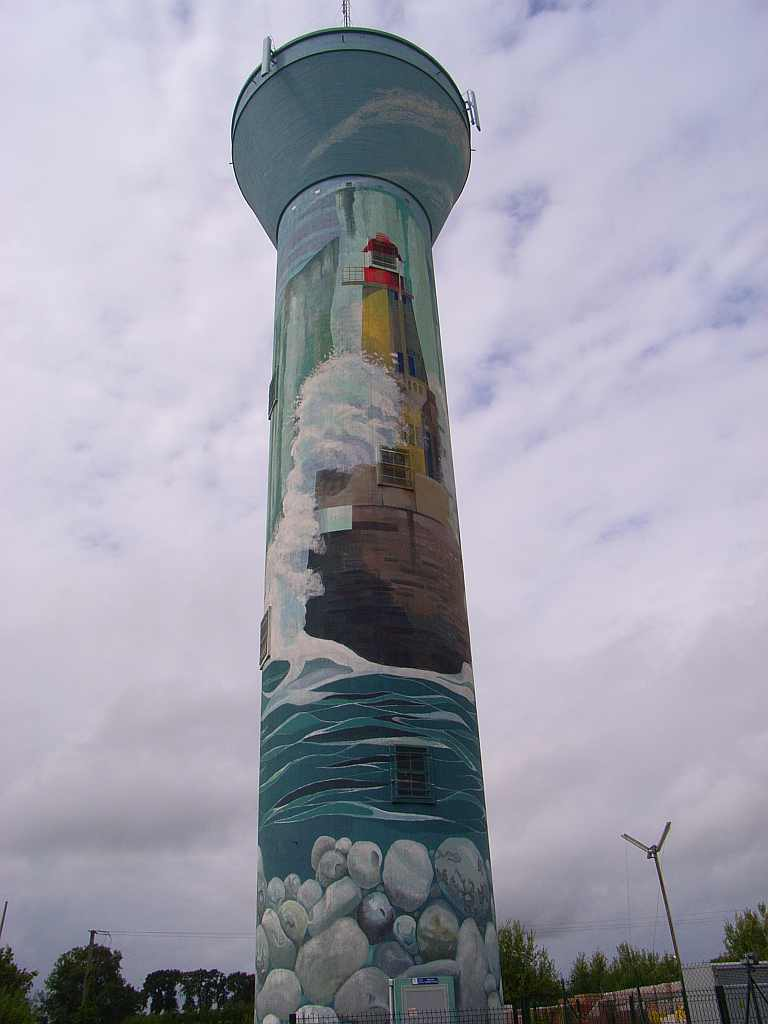
Bemalter Wasserturm in Toussaint